# 유성엽
유성엽(柳成葉, 1960년 1월 25일 ~ 2025년 6월 24일)은 대한민국의 정치인이다. 제18·19·20대 국회의원을 지냈다.

## 학력
- 1972년 정읍산성국민학교 졸업
- 1975년 전주신흥중학교 졸업
- 1978년 전주고등학교 졸업
- 1984년 서울대학교 사회과학대학 외교학 학사

## 경력
- 1983.12 제27회 행정고시 합격
- 1985.09 ~ 1991.08 전라북도청 근무
- 1991.08 ~ 1996.10 내무부 지방자치기획단
- 1996.10 ~ 1997.12 전라북도청 기획관
- 1997.12 ~ 1998.10 전라북도청 문화관광국 국장
- 1998.10 ~ 1999.01 전라북도청 공무원교육원 원장
- 1999.10 ~ 2001.01 전라북도청 환경보건국 국장
- 2001.01 ~ 2001.06 유종근 전라북도지사 비서실장
- 2001.06 ~ 2002.01 전라북도청 경제통상국 국장
- 2002년 6월 13일: 제3회 전국동시지방선거 당선(민선 3기, 전라북도 정읍시장, 새천년민주당, 초선)
- 2002.07 ~ 2006.02 제4대 전라북도 정읍시장(민선 3기, 새천년민주당→무소속→열린우리당, 초선)
- 2006. 04 ~ 2006. 05 제4회 전국동시지방선거 전라북도지사 열린우리당 예비후보
- 2008년 4월 9일: 대한민국 제18대 국회의원 선거 당선(전북 정읍시, 무소속, 초선)
- 2008.05 ~ 2012.05 제18대 국회의원(전북 정읍시, 무소속, 초선)
  - 2008.08 ~ 2010.05 제18대 국회 전반기 농림수산식품위원회 위원
  - 2008.08 ~ 2009.06 제18대 국회 미래전략 및 과학기술특별위원회 위원
  - 2009.08 ~ 2010.05 제18대 국회 전반기 예산결산특별위원회 위원
  - 2010.06 ~ 2012.05 제18대 국회 후반기 교육과학기술위원회 위원
  - 2010.08 ~ 2011.05 제18대 국회 후반기 윤리특별위원회 위원
  - 2011.03 ~ 2011.12 제18대 국회 연금제도개선특별위원회 위원
- 2012년 4월 11일: 대한민국 제19대 국회의원 선거 당선(전북 정읍시, 무소속, 재선)
- 2012.05 ~ 2016.05 제19대 국회의원(전북 정읍시, 무소속→민주통합당→민주당→새정치민주연합→무소속→국민의당, 재선)
  - 2012.07 ~ 2013.03 제19대 국회 전반기 교육과학기술위원회 위원
  - 2012.07 ~ 2014.05 제19대 국회 전반기 윤리특별위원회 위원
  - 2012.08 ~ 2012.09 제19대 국회 헌법재판관(김이수, 안창호, 강일원) 인사청문 특별위원회 위원
  - 2013.03 ~ 2014.05 제19대 국회 전반기 미래창조과학방송통신위원회 위원
  - 2013.06 ~ 2016.05 제19대 국회 동북아역사왜곡대책특별위원회 간사
  - 2013.08 ~ 2014.05 제19대 국회 전반기 예산결산특별위원회 위원
  - 2014.06 ~ 2015.04 제19대 국회 후반기 농림축산식품해양수산위원회 간사
  - 2015.04 ~ 2016.05 제19대 국회 후반기 농림축산식품해양수산위원회 위원
  - 2015.08 ~ 2016.05 제19대 국회 후반기 예산결산특별위원회 위원
  - 2016.02 ~ 2016.05 제19대 국회 후반기 국회운영위원회 간사
- 2012.07 ~ 2013.05 민주통합당 전라북도당 정읍시 지역위원회 위원장
- 2012.07 ~ 2025.06 유네스코 한국위원회 위원
- 2013.03 ~ 2025.06 구파 백정기의사기념사업회 회장
- 2013.05 ~ 2014.03 민주당 전라북도당 정읍시 지역위원회 위원장
- 2013.06 ~ 2013.12 민주당 전국직능위원회 수석부의장
- 2014.03 ~ 2015.12 새정치민주연합 전라북도당 정읍시 지역위원회 위원장
- 2014.03 ~ 2014.06 새정치민주연합 정책위원회 수석부의장
- 2014.06 ~ 2015.05 새정치민주연합 제3정책조정위원회 위원장
- 2015.01 ~ 2015.12 새정치민주연합 전라북도당 위원장
- 2015.03 ~ 2015.12 새정치민주연합 세월호대책특별위원회 위원장
- 2016.02 ~ 2016.05 국민의당 원내수석부대표
- 2016년 4월 13일: 대한민국 제20대 국회의원 선거 당선(전북 정읍시·고창군, 국민의당, 3선)
- 2016.05 ~ 2020.05 제20대 국회의원(전북 정읍시·고창군, 국민의당→무소속→민주평화당→무소속→대안신당→민생당, 3선)
  - 2016.06 ~ 2018.05 제20대 국회 전반기 교육문화체육관광위원회 위원장
  - 2017.08 ~ 2017.12 제20대 국회 정치개혁특별위원회 간사
  - 2018.07 ~ 2020.05 제20대 국회 후반기 기획재정위원회 위원
  - 2018.12 ~ 2018.12 제20대 국회 대법관(김상환) 임명동의에 관한 인사청문특별위원회 위원
  - 2019.05 ~ 2020.05 제20대 국회 후반기 운영위원회 위원
- 2016.11 ~ 2016.12 국민의당 사무총장
- 2018.08 ~ 2019.08 민주평화당 최고위원
- 2019.05 ~ 2019.08 민주평화당 원내대표
- 2019.07 변화와 희망의 대안정치연대 대표
- 2019.08 변화와 희망의 대안정치연대 인재영입단장
- 2020.02 ~ 2020.03 민주통합의원모임 원내대표
- 2020.02 ~ 2020.04 민생당 공동대표
- 2020.02 ~ 2025.06 민주평화연구원 이사
- 2021.12 민생당 탈당
- 2021.12 ~ 2025.06 더불어민주당 복당
- 사단법인 세계신지식인협회 고문
- 2022.04 ~ 2022.05 제8회 전국동시지방선거 전라북도지사 더불어민주당 예비후보
- 2023.12 ~ 2024.03 제22대 국회의원 선거 전북 정읍시·고창군 더불어민주당 국회의원 예비후보

## 상훈
- 1992년 국무총리 표창
- 2000년 녹조근정훈장
- 2008년 국정감사 베스트 의원 선정
- 2010년 제2회 매니페스토 약속대상 우수상
- 2010년 국정감사 베스트 의원 선정
- 제18대 국회 공약충실도 평가 만점
- 2012년 과학기술분야 국회의원 현인상
- 모범 국회의원 선정
- 국회 과학기술 우수의정상 수상
- 2013년 유권자 시민행동 주관 국정감사 최우수상
- 2013년 한국소비자협회 주관 대한민국 소비자대상
- 2013년 민주당 주관 국정감사 우수 의원상
- 2014년 친환경베스트의원
- 2014년 한국을 빛낸 자랑스런 한국인대상 수상
- 2014년도 국정감사 우수 국감의원
- 2014년 새정치민주연합 주관 국정감사 우수의원상
- 2014년 대한민국행복나눔봉사대상 의정발전대상
- 2014년 제18회 한국문학예술상 특별부문상
- 2014년 한국을 빛낸 사람들 대상 의정부문 지역경제발전공로대상
- 2014년 대한민국 의정대상 창조경영대상 의정대상
- 2015년 한국을 빛낸 자랑스러운 한국인 대상 의정활동공로대상
- 2015년 대한민국 문화예술대상
- 2015년 대한민국 우수 국회의원 대상
- 2015년 법률소비자연맹 주관 국정감사 우수 국회의원
- 2015년 한국유권자총연맹 주관 국정감사 우수 국회의원
- 2015년 국정감사 우수 국회의원 대상
- 2015년 대한민국 창조경영대상, 우수 국회의원대상
- 2015년 대한민국 모범 국회의원 대상
- 2015년 대한민국 행복나눔봉사대상 및 의정대상
- 2016년 한국환경정보연구센터 선정 제19대 국회 환경 베스트 의원
- 2016년 제2회 대한민국교육공헌 대상 교육공헌대상
- 2016년 제14회 대한민국청소년대상 의정대상
- 2016년 한국환경정보연구센터 국정감사 친환경 베스트 의원
- 2016년 국회의원 아름다운 말 선플상 대상
- 2016년 한국을 빛낸 사람들 의정부문 국가예산결산혁신 공로대상
- 2017년 위대한 한국인 100인 대상 정치부문 공로대상
- 2017년 대한민국을 빛낸 21세기 한국인상 우수정치공로부문
- 2017년 올해를 빛낸 환경대상 정책분야
- 2017년 수도권일보 시사뉴스 선정 국감 우수의원
- 2017년 국회출입기자포럼 대한민국 의정대상
- 2017년 호남유권자연합 최우수 국회의원
- 2017년 대한민국 모범 국회의원 대상 특별 대상
- 2017년 자랑스런 한국인 인물대상 대한민국 의정발전공헌대상
- 2017년 한국을 빛낸 사람들 대상 의정활동공로부문 대상
- 2020년 2019년도 입법 및 정책개발 우수 국회의원

## 가족 관계
- 배우자: 나수영 ( ~2022년 5월 31일)
  - 자녀: 유주연(장녀), 유자영(차녀), 유지원(3녀)
- 동생: 유재길(1968년~)

## 역대 선거 결과
|  | 34.98% |

|  | 61.03% |

|  | 48.73% |

|  | 47.96% |

|  | 30.22% |

## 소속 정당
| 소속 정당 | 소속 정당      | 소속 기간 | 비고      |
| --------- | -------------- | --------- | --------- |
|           | 새천년민주당   | 2002~2003 | 정계 입문 |
|           | 무소속         | 2003      | 탈당      |
|           | 열린우리당     | 2003~2007 | 창당      |
|           | 대통합민주신당 | 2007~2008 | 합당      |
|           | 통합민주당     | 2008      | 합당      |
|           | 무소속         | 2008~2012 | 탈당      |
|           | 민주통합당     | 2012~2013 | 복당      |
|           | 민주당         | 2013~2014 | 당명 변경 |
|           | 새정치민주연합 | 2014~2015 | 합당      |
|           | 무소속         | 2015~2016 | 탈당      |
|           | 국민의당       | 2016~2018 | 창당      |
|           | 무소속         | 2018      | 탈당      |
|           | 민주평화당     | 2018~2019 | 창당      |
|           | 무소속         | 2019~2020 | 탈당      |
|           | 대안신당       | 2020      | 창당      |
|           | 민생당         | 2020~2021 | 합당      |
|           | 무소속         | 2021      | 탈당      |
|           | 더불어민주당   | 2021~2025 | 복당 사망 |

## 같이 보기
- 정읍시 (선거구)
- 정읍시·고창군
- 정읍시의 국회의원
- 고창군의 국회의원
- 정읍시장